# آني فورسيث وايت
آني فورسيث وايت (بالإنجليزية: Annie Forsyth Wyatt)‏ هي عاملة إجتماعية أسترالية، ولدت في 3 يناير 1885 في Redfern, New South Wales ‏ في أستراليا، وتوفيت في 27 مايو 1961 في St Ives, New South Wales ‏ في أستراليا.